# 蜀侯煇
蜀侯煇（？—前301年），《华阳国志》误以为是嬴姓，战国时期人物，是秦惠文王之子，但按照战国时封君制度，他应为蜀王通之子，而蜀王通为原蜀王（秦灭蜀之前）之弟。

## 生平
前311年，蜀相陈壮杀死蜀侯公子通，秦惠文王派司马错、张仪和甘茂杀陈壮。前308年，秦武王封公子煇为蜀侯。前301年，煇的后母在蜀侯煇进贡的食物里下毒，陷害蜀侯煇。秦昭襄王派司马错贈劍赐死蜀侯煇，蜀侯煇夫妇自杀。前298年，为其平反改葬。
| 前任： 公子通 | 秦国 蜀侯 前308年—前301年 | 繼任： 蜀侯綰 |